# Pintura del Siglo de oro neerlandés

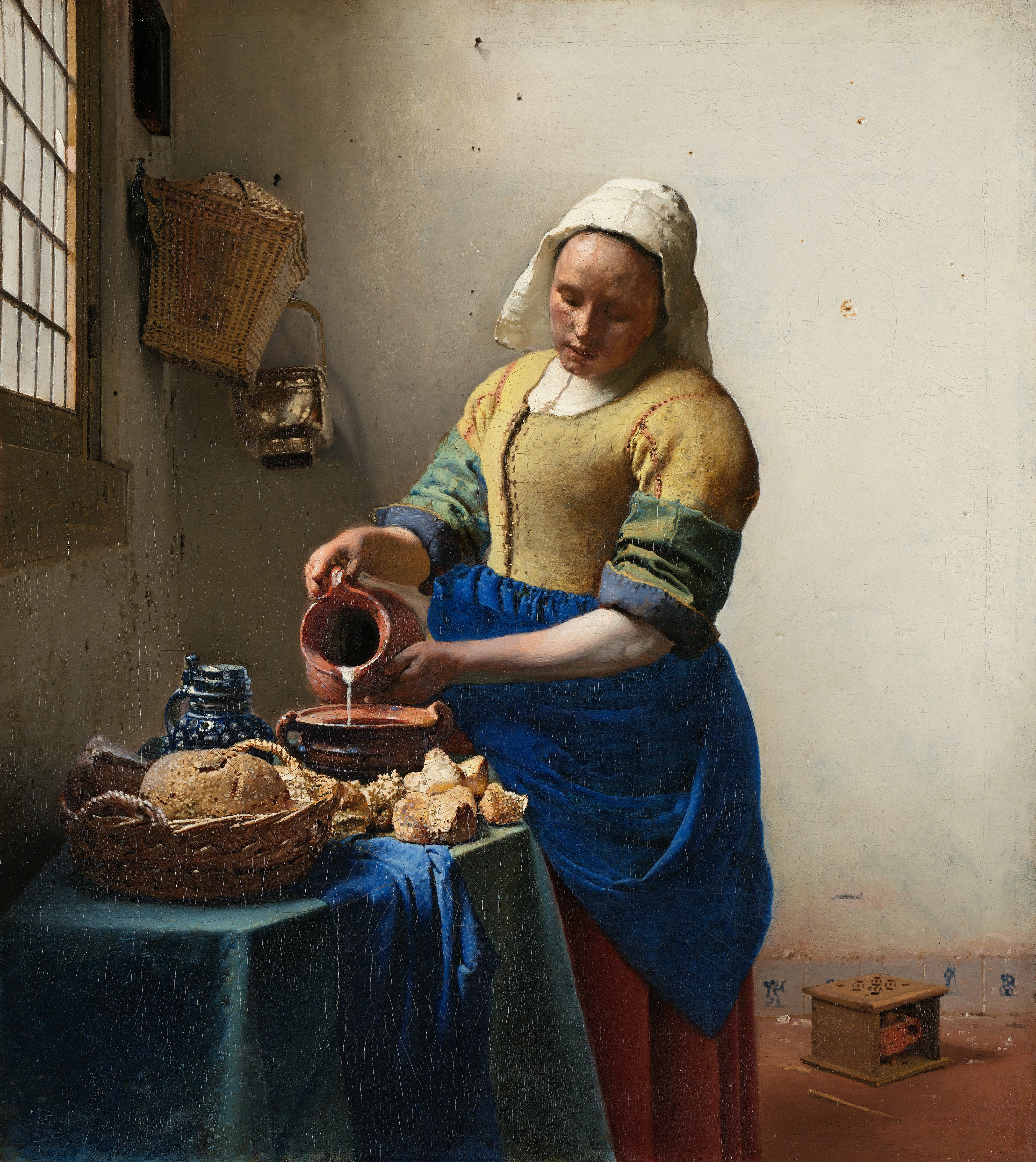
Johannes Vermeer, La lechera (1658-1660).

La pintura del Siglo de Oro neerlandés o pintura barroca holandesa se desarrolló durante un período de la historia neerlandesa que abarca el siglo XVII, durante y después de la guerra de los Ochenta Años (1568-1648) por la independencia holandesa. Las Provincias Unidas eran la nación más próspera de Europa, liderando el comercio, la ciencia y el arte. El arte holandés tuvo que reinventarse por completo después del brusco corte con las tradiciones culturales católicas y de la antigua monarquía.
La pintura holandesa del Siglo de oro muestra muchas de las características del Barroco europeo, pero carece en su mayor parte de la idealización y el amor por el esplendor típicos de gran parte del arte barroco, incluido el del vecino Flandes. La mayor parte de las obras refleja la tradición de detallado realismo heredado de la pintura flamenca primitiva.
Un rasgo distintivo del período es la proliferación de diversos géneros de pintura, centrándose la mayor parte de los artistas en uno solo de ellos. El pleno desarrollo de esta especialización se ve desde finales de los años 1620, y el período desde entonces hasta la invasión francesa de 1672 es el núcleo de la pintura de la Edad de Oro.

## Tipos de pintura

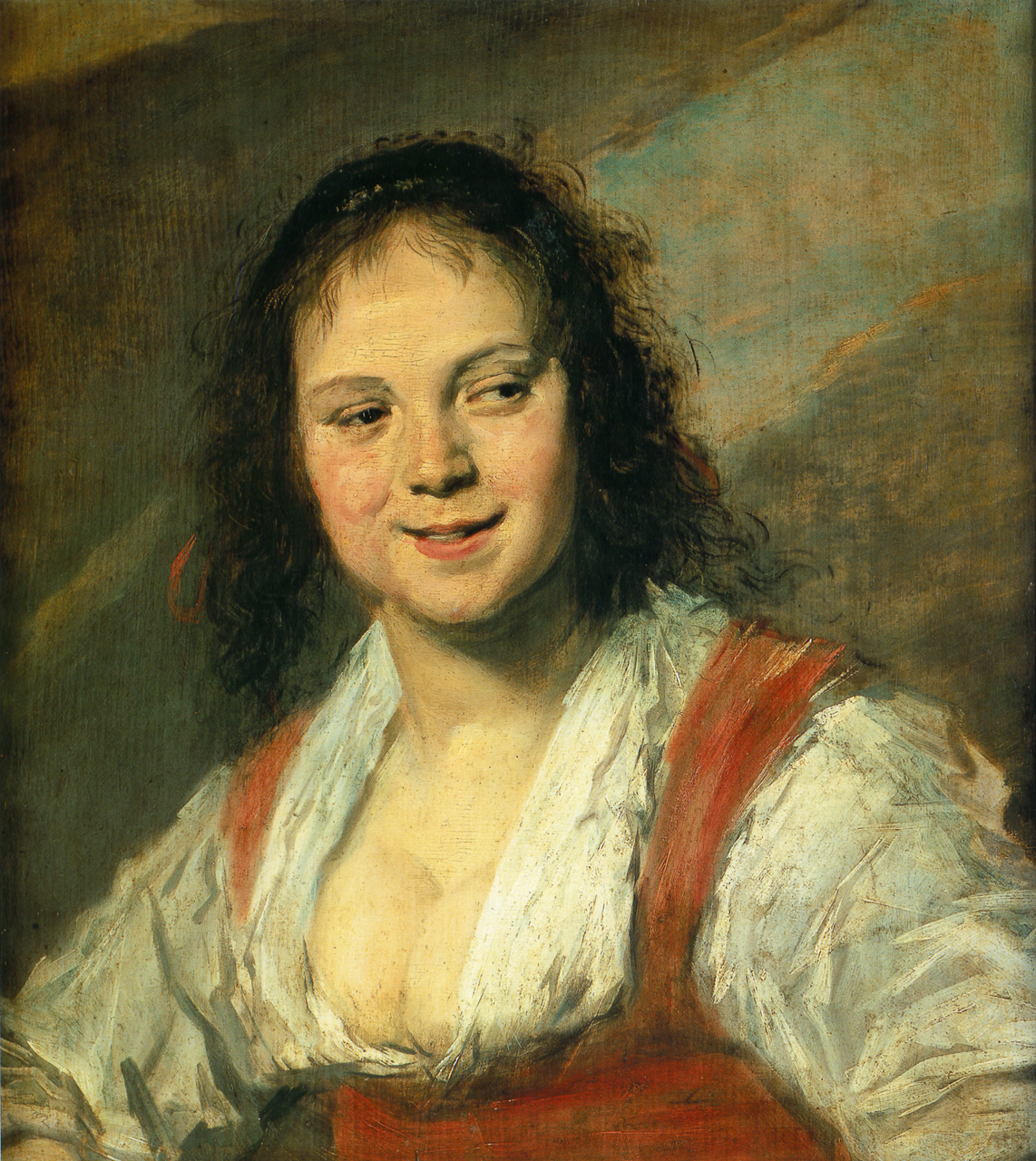
Un tronie de Frans Hals: La gitana, 1628-30.

Un rasgo distintivo de la época, comparada con la pintura europea precedente, fue la escasez de pintura religiosa. El calvinismo holandés la vetaba en las iglesias, y aunque los temas bíblicos se aceptaban en las casas privadas, se produjeron relativamente pocos. Hubo pintura de historia y retratos, pero el período destaca más por una amplia variedad de otros géneros, subdivididos en numerosas categorías especializadas, como escenas de la vida campesina, paisajes, paisajes urbanos, o con animales, marinas, flores y bodegones de varias clases. Los neerlandeses del siglo XVII influyeron grandemente en el desarrollo de estos géneros.
La «jerarquía de los géneros» en pintura llevó a muchos pintores a producir pintura de historia, a pesar de que era la más difícil de vender, como comprobó el propio Rembrandt. Muchos se vieron obligados a pintar retratos o escenas de género, de más fácil venta, pero no rechazaron el concepto de la jerarquía.
La mayoría de los cuadros eran pequeños, salvo los retratos de grupo. La pintura mural apenas se cultivó, pues se prefería colocar lienzos enmarcados cuando se necesitaba decorar la pared de un edificio público.

## El mundo del arte
Los extranjeros se sorprendían de las enormes cantidades de arte que se producía en los Países Bajos, y las grandes ferias en las que se vendían muchos cuadros. Con tal volumen de producción, los precios eran bastante bajos, excepto en el caso de los mejores artistas. Los que no gozaban de gran reputación o que pasaban de moda, incluyendo muchos hoy considerados entre los más grandes del período, como Vermeer, Frans Hals y Rembrandt en sus últimos años, tuvieron considerables problemas para ganarse la vida y murieron pobres; muchos artistas tenían otros trabajos, o abandonaron el arte por completo. En particular la invasión francesa de 1672 (el Rampjaar, o «año del desastre»), trajo una depresión severa en el mercado del arte, que nunca volvió del todo a sus anteriores alturas. La distribución de los cuadros era muy amplia, ya que incluso zapateros remendones y herreros tendrían un cuadro u otro junto a su forja o en su taller. «Tal es la noción general, inclinación y placer que estos nativos del país tienen por la pintura» dijo un viajero inglés en 1640. Por primera vez hubo marchantes profesionales, varios también artistas significativos, como Vermeer y su padre, Jan van Goyen y Willem Kalf. El marchante de Rembrandt, Hendrick van Uylenburgh y su hijo Gerrit estuvieron entre los más importantes.

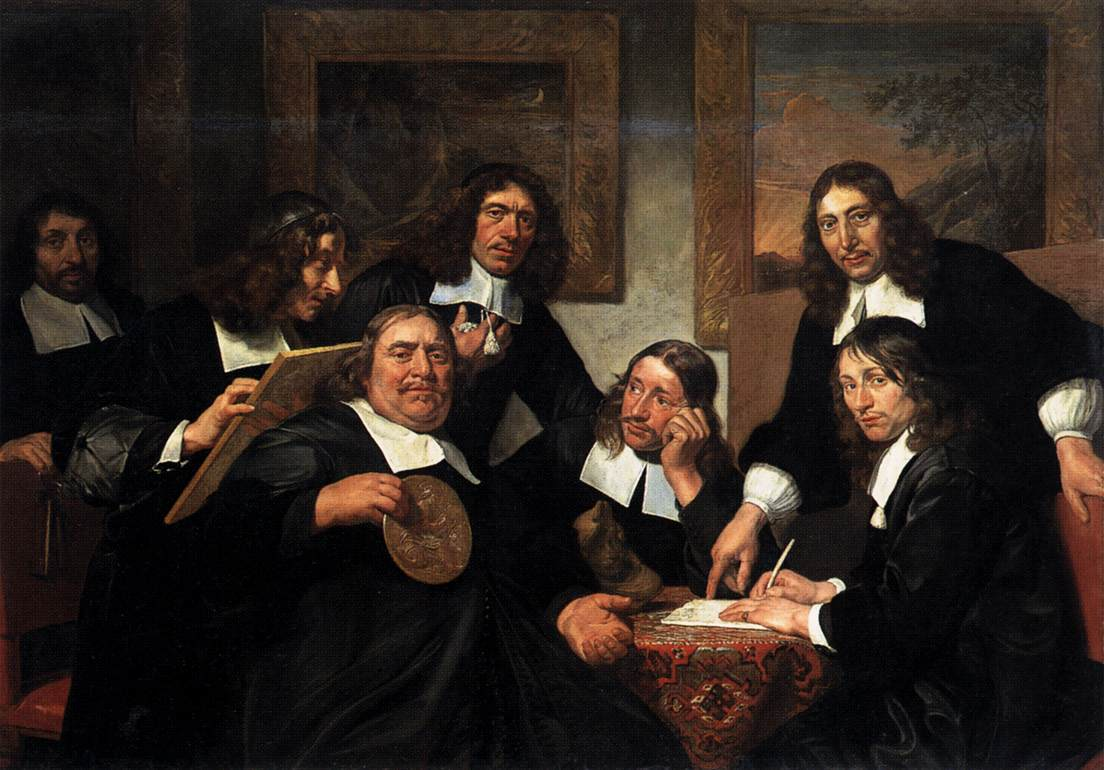
La guilda de pintores de Haarlem en 1675, por Jan de Bray, cuyo autorretrato es el segundo desde la izquierda.

La calidad técnica de los artistas neerlandeses era generalmente muy alta. La mayoría siguió el viejo sistema medieval de formar aprendices con un maestro. Los talleres solían ser más pequeños que en Flandes o Italia, con solo uno o dos aprendices a la vez, estando limitado el número por la reglamentación de la guilda (gremio). Aunque el poder de la Guilda de San Lucas estaba en decadencia, siguió siendo considerable en muchos lugares, y se establecieron otras nuevas en esta época. La de Ámsterdam había sido fundada solo en 1579, y entre 1609 y 1611 se establecieron las de Gouda, Róterdam, Utrecht y Delft, y en 1648 la de Leiden. Salvo los retratos, la mayor parte de los cuadros se hacían «por especular», sin venir precedidos de un encargo específico, a diferencia de lo que ocurría en el resto de los países; en esto el mercado del arte holandés se anticipaba al futuro.
Los artistas neerlandeses se preocupaban por la teoría artística menos que sus colegas de otros países, y estaban menos inclinados a discutir su arte. El interés general en la teoría artística era mucho menor en círculos intelectuales generales o en el público en general, que lo que era habitual en Italia. El arte holandés era fuente de orgullo nacional, y los principales biógrafos son fuentes cruciales de información. Se trata de Karel van Mander (Het Schilderboeck, 1604), quien esencialmente abarca el siglo precedente, y Arnold Houbraken (De groote schouburgh der Nederlantsche konstschilders en schilderessen – «El gran teatro de los pintores holandeses», 1718–21). El artista alemán Joachim von Sandrart (1606-1688) había trabajado ocasionalmente en Holanda, y su Deutsche Akademie habla de muchos artistas neerlandeses a los que conoció. Samuel van Hoogstraten (1627–1678), maestro de Houbraken, y alumno de Rembrandt, escribió Zichtbare wereld e Inleyding tot de Hooge Schoole der Schilderkonst (1678) con información más crítica que biográfica; están entre los más importantes tratados sobre pintura de la época.

## Pintura de historia
Esta categoría comprende todas las pinturas que relatan acontecimientos, sean estos eventos históricos del pasado, o bien escenas bíblicas, mitológicas, literarias o alegóricas. Fue un tema menos tratado que en otros países, porque no había un mercado eclesiástico local, y pocos grandes palacios barrocos aristocráticos que llenar.
En este género más que en otros, los neerlandeses se vieron más influidos por la pintura italiana, que conocían por copias y grabados, ya que pocos pintores neerlandeses viajaron a Italia. Los artistas neerlandeses más destacados de la época, como Rembrandt, Vermeer, Hals, Steen o Jacob van Ruisdael no hicieron tal viaje.

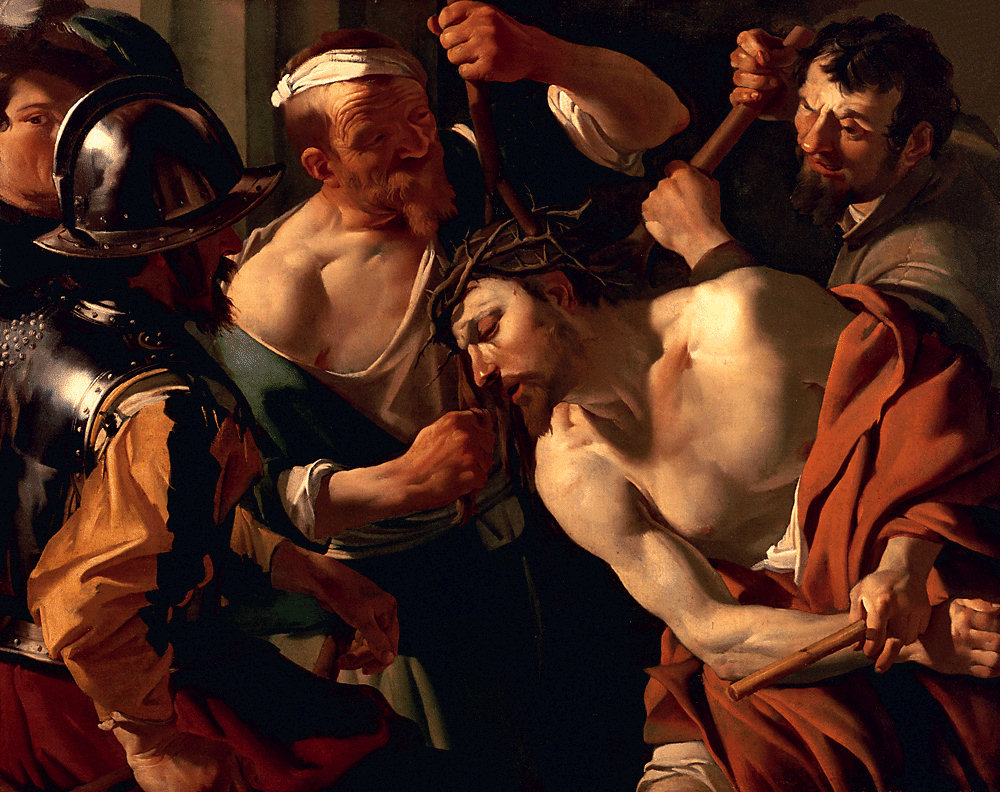
Escuela caravaggista de Utrecht: Dirck van Baburen, Cristo coronado de espinas, 1623, para un convento de Utrecht, un mercado no disponible en la mayor parte de Holanda.

En la primera parte del siglo siguieron trabajando muchos manieristas nórdicos, hasta los años 1630 en los casos de Abraham Bloemaert y Joachim Wtewael. Muchos cuadros de historia eran de pequeño tamaño, ejerciendo tanta influencia sobre ellos el pintor alemán, afincado en Roma, Adam Elsheimer como Caravaggio (ambos murieron en 1610). Respecto al resto de la pintura de historia barroca, la holandesa era más realista y contaba las cosas de manera más directa. A veces se los conoce como «pre-rembrandtistas», pues los primeros cuadros de Rembrandt eran de este estilo.
Los caravaggistas de Utrecht produjeron pintura de historia y grandes escenas de género en un estilo influido por los italianos, haciendo a menudo un uso intenso del claroscuro. Utrecht era una ciudad inusual, pues a mediados de siglo seguía teniendo un 40% de católicos, incluso más entre las clases altas. Los artistas más destacados fueron Hendrick ter Brugghen, Gerard van Honthorst y Dirck van Baburen; la escuela estaba activa en torno al año 1630, aunque van Honthorst siguió trabajando con éxito hasta los años 1650 como pintor de la corte inglesa, holandesa y danesa, en un estilo más clásico.
Rembrandt comenzó como pintor de historia antes de encontrar el éxito financiero como un retratista y nunca abandonó sus ambiciones en este campo. Un gran número de sus grabados son de escenas religiosas narrativas, y la historia de su último encargo histórico, La conspiración de Claudio Civil (1661) ilustra tanto su compromiso con la forma como las dificultades con que topaba a la hora de encontrar un público.

## Retratos

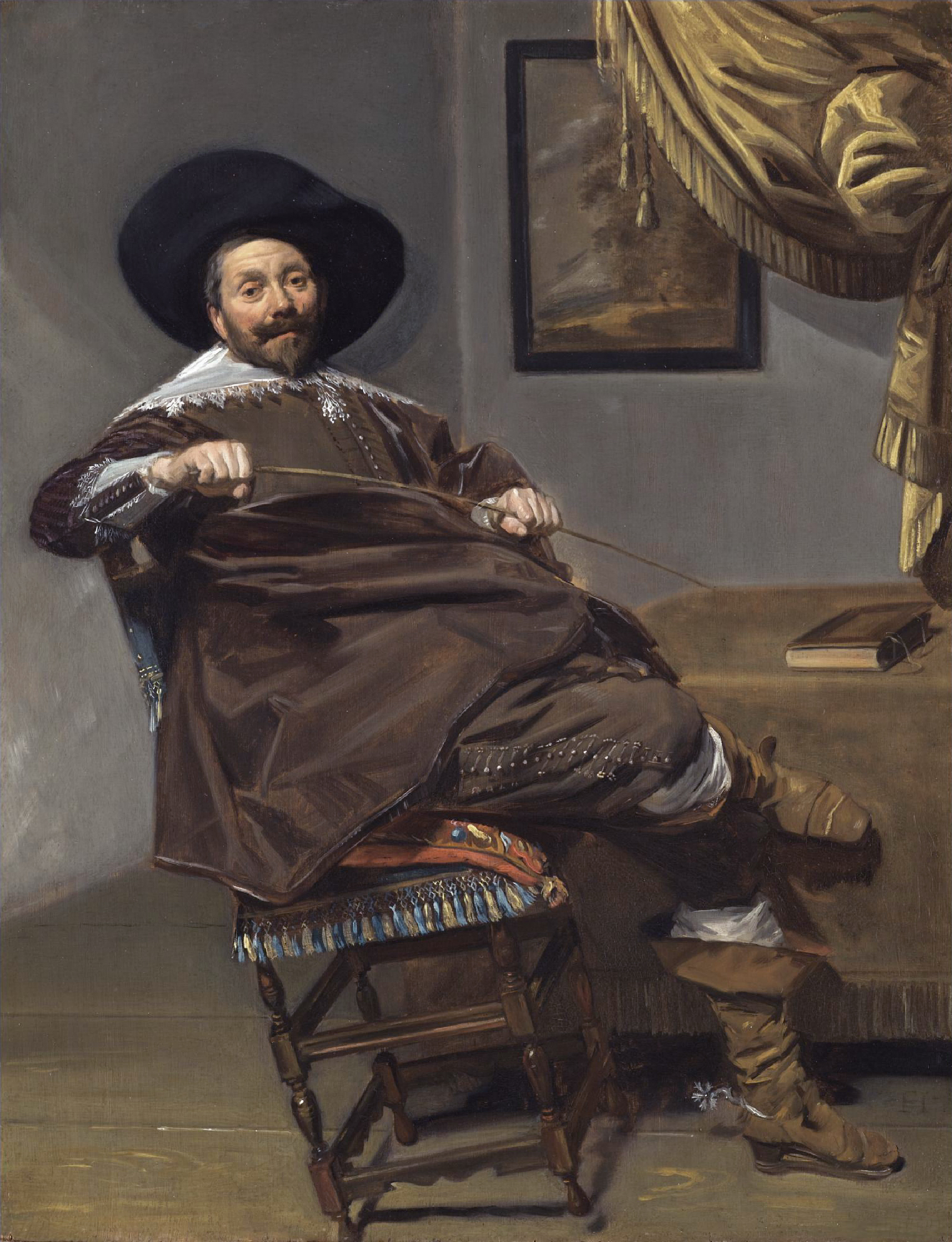
Frans Hals, Willem Heythuijsen (1634).

El retrato estuvo en auge en los Países Bajos en el siglo XVII, pues había una amplia clase mercantil muy dispuesta a encargar retratos; se estima que la producción total alcanzó entre 750 000 y 1 100 000 retratos. Rembrandt disfrutó de su mejor período de éxito financiero como un joven retratista en Ámsterdam, pero como otros artistas, llegó a aburrirse bastante de esta pintura de encargo de burgueses: «los artistas recorrían este camino sin placer», según van Mander.
El otro gran retratista de la época es Frans Hals, cuya famosa pincelada ágil y capacidad de mostrar a los modelos relajados y alegres añaden interés incluso a los sujetos menos prometedores, aunque la pose extremadamente despreocupada del ejemplo de la izquierda es excepcional: «ningún otro retrato de este período es tan informal». Thomas de Keyser, Bartholomeus van der Helst, Ferdinand Bol y otros, incluidos muchos mencionados más abajo como pintores de historia o de género, hicieron todo lo que pudieron para animar las obras más convencionales.
A finales de siglo hay una moda de mostrar a los modelos en un traje que es medio disfraz, empezó en la Inglaterra de van Dyck en los años 1630, conocido como traje «pintoresco» o «romano». Los modelos aristocráticos o de las milicias cívicas se permitían más libertad en brillantes ropas y ambientaciones caras que los burgueses.
Un tipo muy particular de cuadro era el tronie, que combinaba elementos del retrato, la historia y la escena de género. Usualmente se trataba de una representación de medio cuerpo de una figura sola que muestra una expresión o estado de ánimo inusuales. No importaba la identidad real del modelo, pero podían representar una figura histórica o un traje histórico o exótico. Entre los que desarrollaron el género estaban Jan Lievens y Rembrandt, muchos de cuyos autorretratos eran también tronies (especialmente en los grabados).
El retrato de grupo, en gran medida una invención holandesa, era muy popular entre las numerosas asociaciones cívicas, parte notable de la vida holandesa, como la milicia cívica urbana, consejeros y regentes de guildas y fundaciones caritativas y otros semejantes. Especialmente en la primera mitad del siglo, los retratos eran muy formales y estirados en su composición. Los grupos se sentaban a menudo en torno a una mesa, cada persona mirando al espectador. Se prestaba mucha atención a los detalles de la ropa, y cuando se podía, al mobiliario y otros signos de la posición de una persona en la sociedad. Más adelante, los grupos se hicieron más animados y los colores más claros.

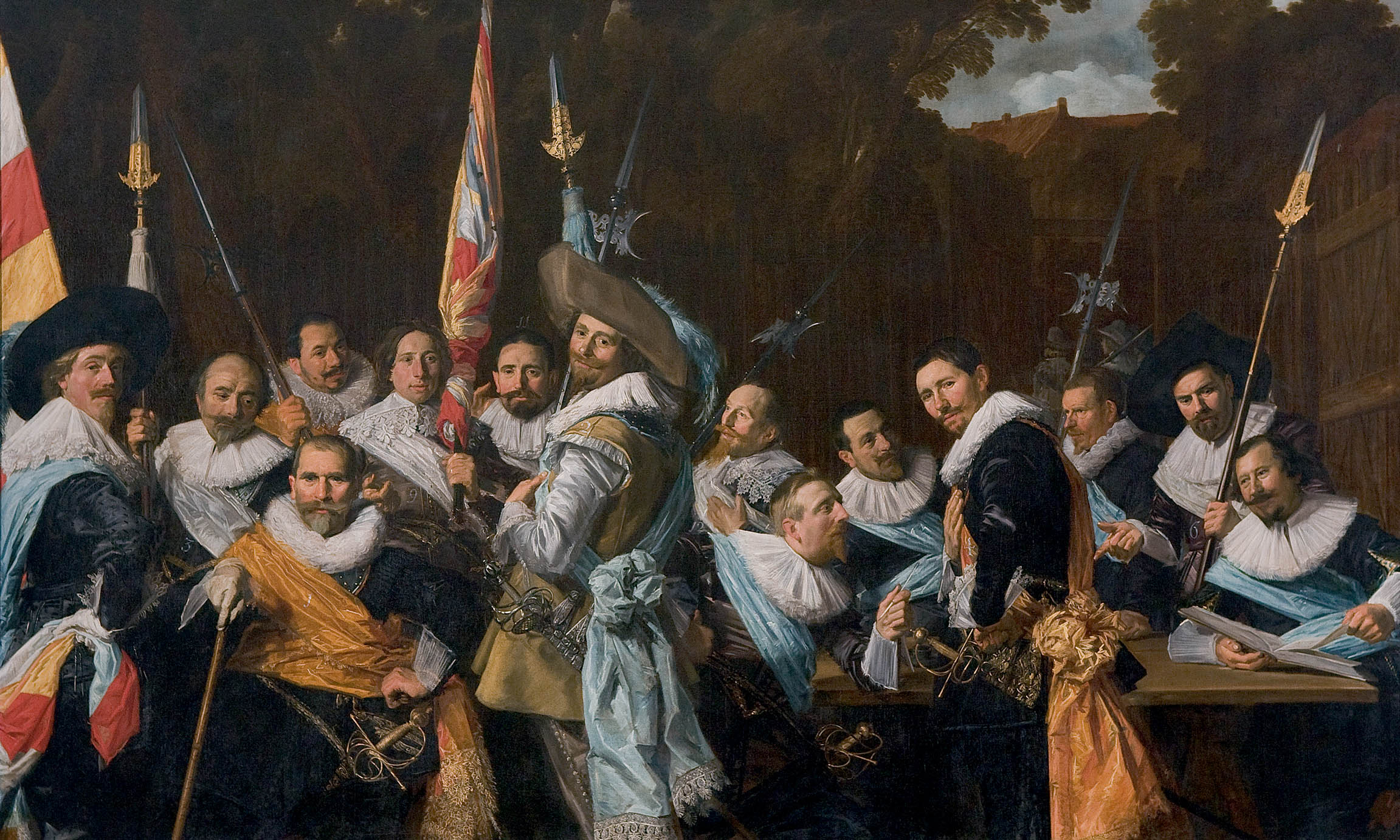
Frans Hals, retrato de un grupo de las milicias cívicas, Los oficiales de San Andrés (1633); 3,3 metros de ancho.

Los científicos a menudo posaban con instrumentos y objetos de su estudio alrededor de ellos. Los médicos a veces posaban juntos alrededor de un cadáver, en lo que se llamaba «Lección de anatomía», siendo la más famosa la de Rembrandt: Lección de anatomía del Dr. Nicolaes Tulp (1632). Los consejos de administración preferían una imagen de austeridad y humildad, posando con ropa oscura, a menudo sentados en torno a una mesa y con expresiones solemnes en sus caras. Las familias a menudo se hacían retratar dentro de sus lujosas casas. La mayor parte de los retratos de grupo de milicias cívicas (en neerlandés: schutterstuk) fueron encargos de Haarlem y Ámsterdam. Aquí los retratados favorecían una imagen de poder, estatus o incluso un espíritu festivo. La colocación en torno a una mesa daría lugar en años posteriores a una composición más dinámica, siendo el ejemplo más destacado la famosa obra de Rembrandt La compañía de milicia del capitán Frans Banning Cocq más conocida como La ronda de noche (1642).

## Escenas de la vida cotidiana

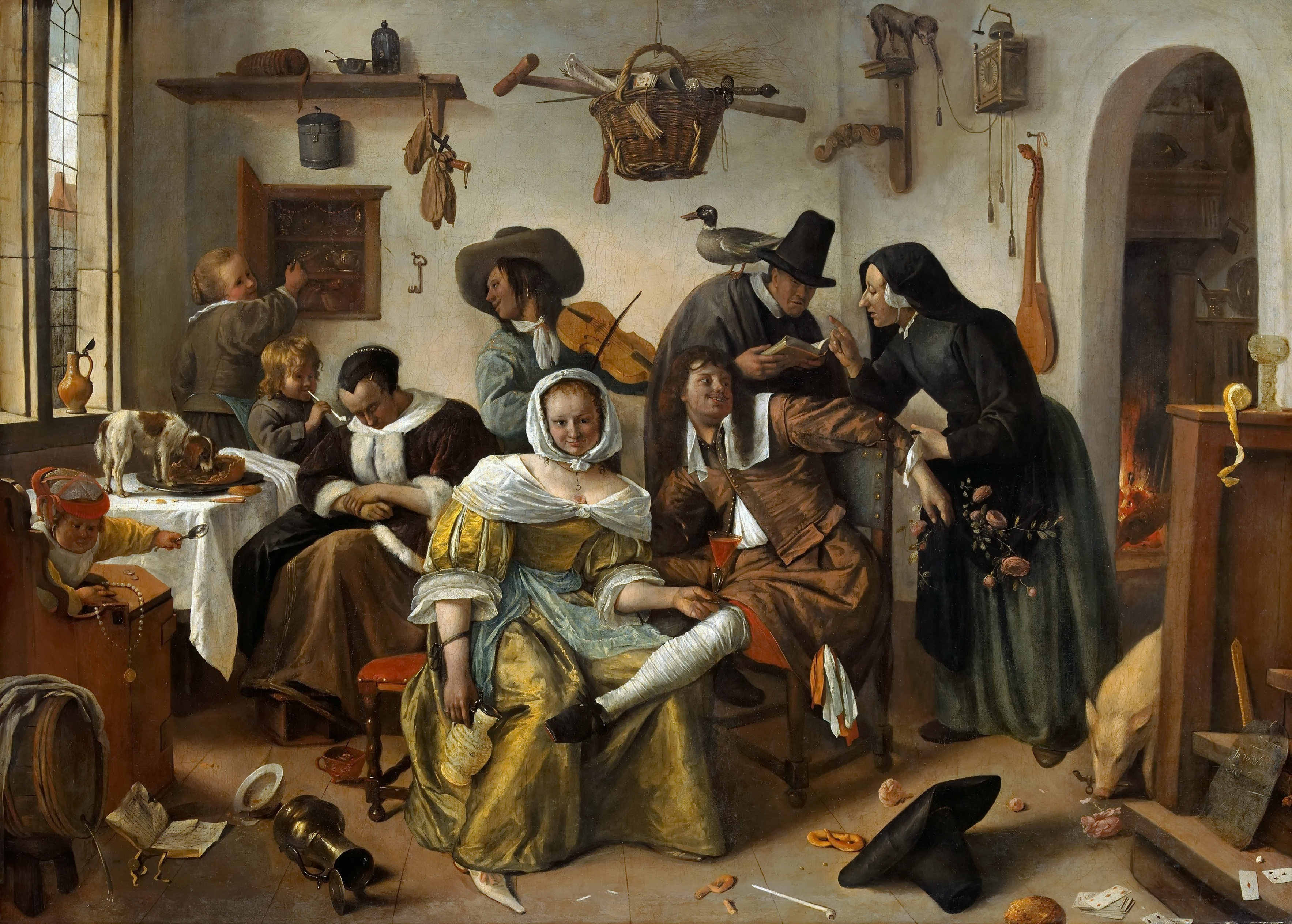
Una imagen típica de Jan Steen (h. 1663); mientras la dueña de la casa duerme, el personal se divierte.

Junto con la pintura de paisajes, el desarrollo y la enorme popularidad de la pintura de género es el rasgo más distintivo de la pintura holandesa de la época. En muchos casos es una figura aislada, como ocurre en La lechera de Vermeer; en otros se muestran grandes grupos con motivo de un acontecimiento social. Se distinguían categorías dentro de este género: figuras solas, familias campesinas, escenas de taberna, la «alegre compañía» con figuras disfrutando de música y bebida, mujeres trabajando en sus hogares, fiestas en la ciudad o en el pueblo, mercados, establos con caballos o animales de granja, en la nieve, a la luz de la luna, etc. Cada clase tenía un término específico en neerlandés, no existiendo un término genérico que designase a todas estas «escenas de género». Sobre todo a partir de 1625 los artistas solían especializarse en uno de estos subgéneros.
Los pintores de Haarlem Willem Pieterszoon Buytewech, Frans Hals y Esaias van de Velde fueron importantes pintores en la primera parte de este período. Buytewech pintó «alegres compañías» de jóvenes refinadamente vestidos, cuyo significado moralista se vislumbra en los detalles. Van de Velde pintaba fiestas de jardín en casas de campo. Hals fue principalmente un retratista, pero, en los inicios de su carrera, también pintó figuras de género. Una estancia en Haarlem del maestro flamenco de las escenas campesinas de taberna Adriaen Brouwer, desde 1625 o 1626 proporcionó a Adriaen van Ostade el tema de su vida, aunque a menudo le daba un enfoque más sentimental. Antes de Brouwer, los campesinos normalmente se representaban en el exterior; él normalmente los muestra en unos interiores sencillos y oscuros, aunque los de van Ostade a veces ocupan ostentosamente granjas decrépitas de enorme tamaño. Jan Steen se especializó en animadas escenas que acaban reflejando una diversión caótica, si bien sus pinturas parecen encubrir muchas veces un mensaje moralizante, refiriéndose a viejos proverbios y relatos neerlandeses. 

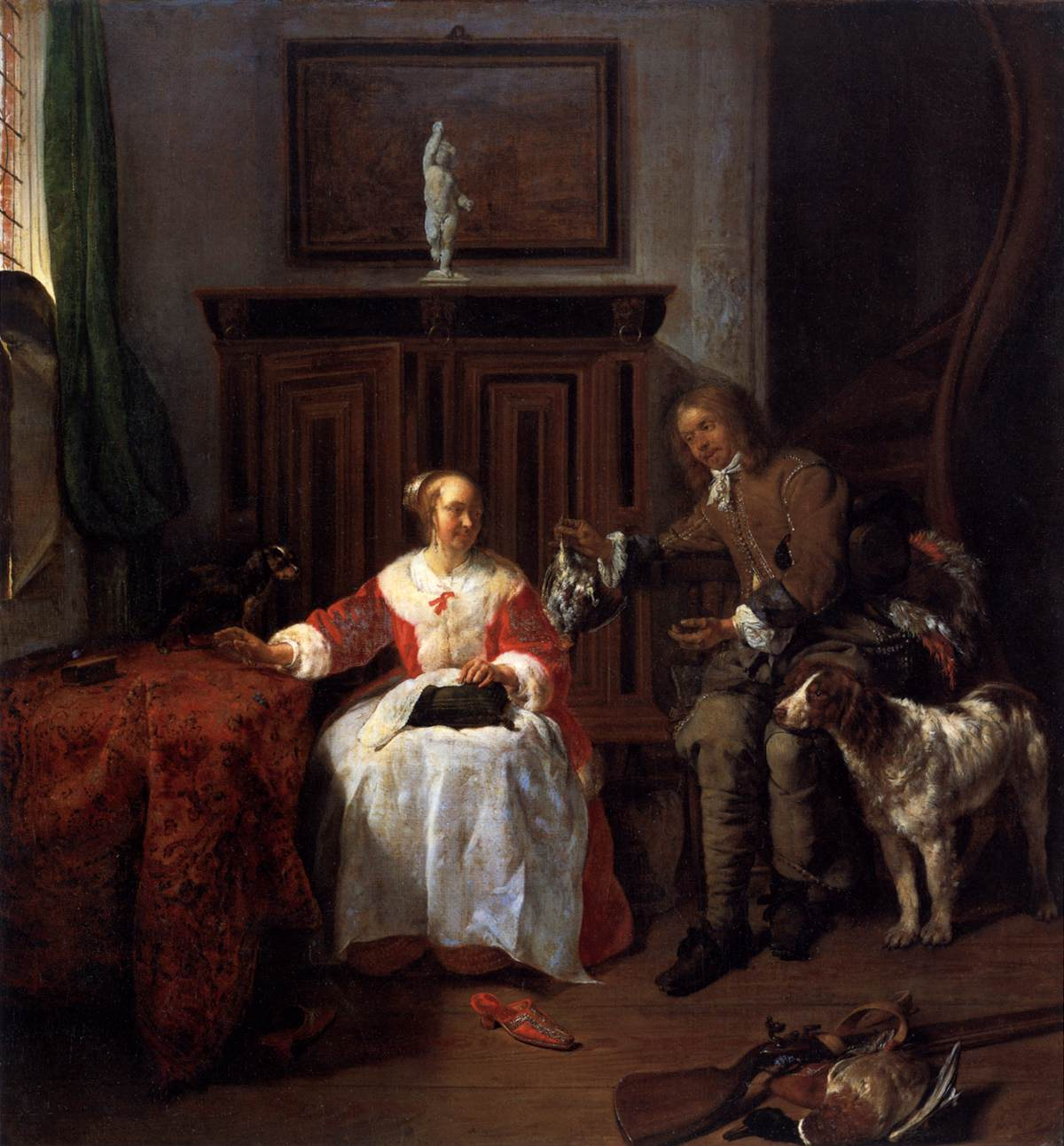
Gabriël Metsu, El don del cazador, h. 1660, un estudio de relaciones maritales, con un chiste visual.

Van Ostade pintaba lo mismo una figura aislada que un grupo, como los caravagistas de Utrecht en sus obras de género, y la figura aislada, o pequeños grupos de dos o tres se hicieron cada vez más frecuentes, especialmente aquellos que incluía a mujeres y niños. En ellos se especializó la artista más destacada del período, Judith Leyster (1609–1660), antes de que su esposo, Jan Miense Molenaer, le impusiera abandonar la pintura. La escuela de Leiden de fijnschilder («pintores finos») destacó por sus pinturas finamente acabadas, muchas de esta clase. Destacaron en esta línea Gerard Dou, Gabriël Metsu y Frans van Mieris el Viejo.
Las escenas de género reflejaron la creciente prosperidad de la sociedad holandesa. Los ambientes se hicieron progresivamente más cómodos, opulentos y cuidadosamente representados conforme fue avanzando el siglo. Entre los pintores de género que no formaban parte del grupo de Leiden están Nicolaes Maes, Gerard ter Borch y Pieter de Hooch, que compartía con Jan Vermeer su interés en la luz en escenas de interior. Vermeer, durante mucho tiempo una figura muy oscura, es actualmente el pintor de género que goza de mayor consideración.

## Paisajes
El paisaje fue un gran género en el siglo XVII. Se desarrolló un paisaje holandés más realista, visto desde el nivel del suelo, basándose a menudo los cuadros en dibujos realizados en el exterior. Los horizontes muy bajos permitían enfatizar las formaciones de nubes, a menudo imponentes, que son tan típicas del clima de la región, y que proyectan una luz muy particular. 

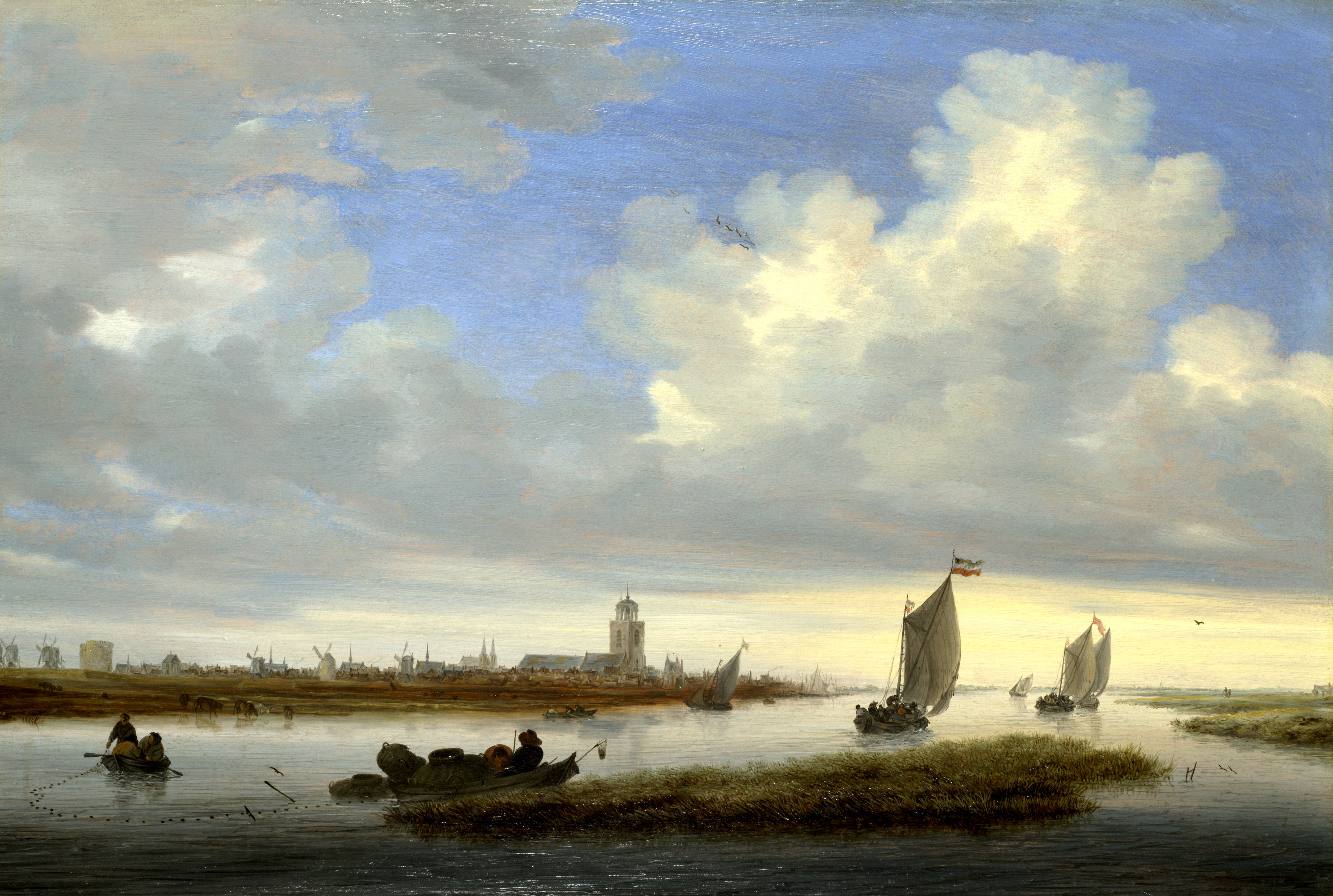
Salomon van Ruysdael: Vista de Deventer desde el noroeste (1657).

El mar era un tema favorito puesto que los Países Bajos dependían de él para el comercio, luchaban contra él para ganar más tierra y también celebraban batallas navales en lucha con otras naciones. Además, el interior del país estaba cruzado por ríos y canales. Por ello no es una sorpresa que el subgénero de la marina fuese enormemente popular, que los artistas neerlandeses llevaron a una nueva cumbre.
Los artistas más destacados fueron Jan van Goyen (1596–1656), Salomon van Ruysdael (1602–1670), Pieter de Molyn (1595–1661) y el pintor de marinas Simon de Vlieger (1601–1653). Salomon van Ruysdael se especializó en pequeños cuadros con escenas fluviales. Cuyp realizó escenas del sol poniéndose sobre anchos ríos. Entre los artistas que pintaron escenas marítimas o fluviales en la primera parte del siglo estuvieron Jan Porcellis, Simon de Vlieger y Abraham Storck. Willem van de Velde el viejo y su hijo son los maestros más destacados de décadas posteriores, tendiendo, como ocurría a principios de siglo, a hacer que el barco fuese el centro de interés, mientras que en las décadas anteriores el énfasis se había puesto en el mar y en el tiempo atmosférico, en una «fase tonal». Jan van de Cappelle pintó marinas «tranquilas», con la mar en calma. Sus cuadros se caracterizan por la luz del sol que brillaba sobre las aguas, reflejando el amanecer o el atardecer.

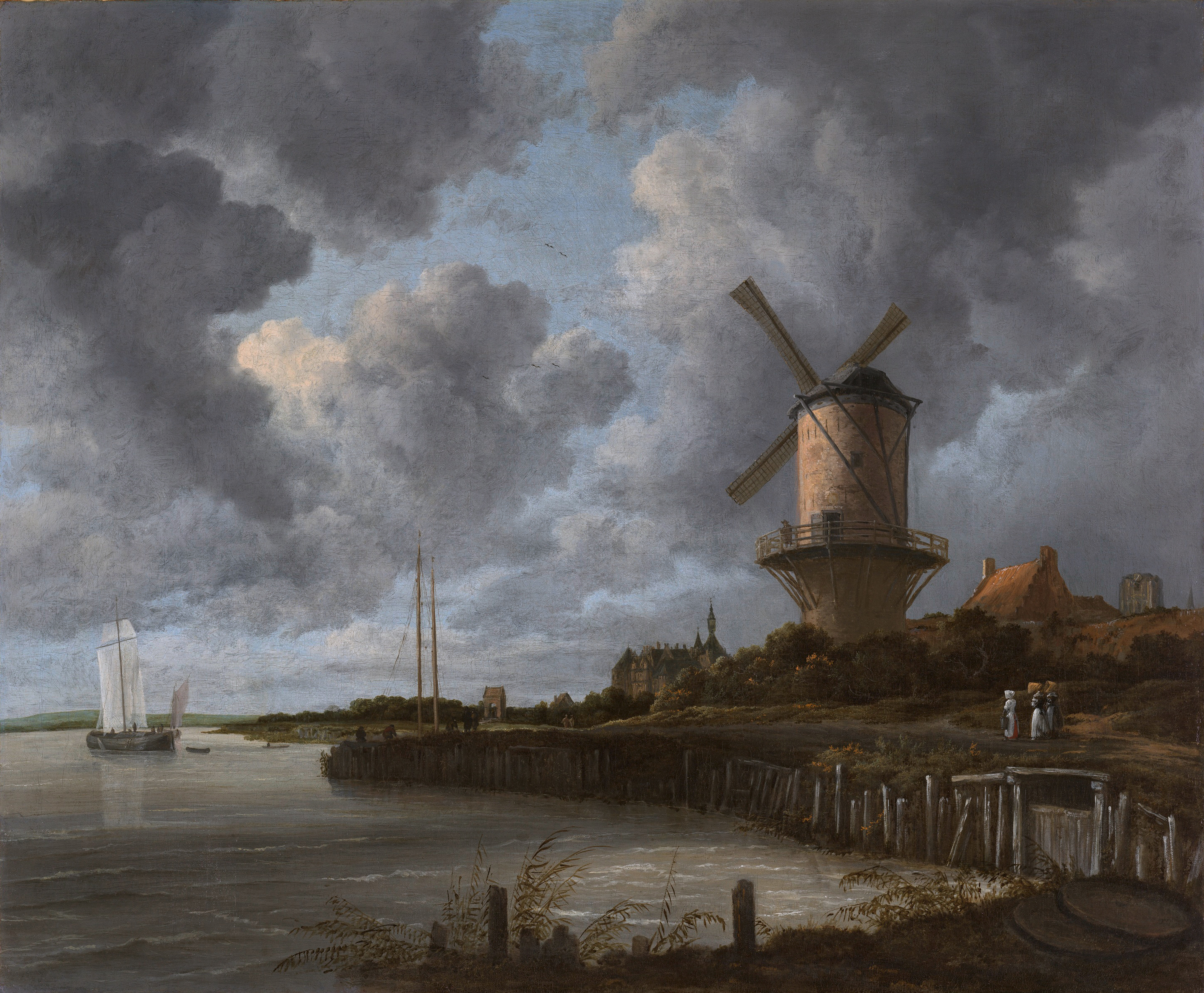
Jacob Ruysdael, El molino de Wijk bij Duurstede (1670).

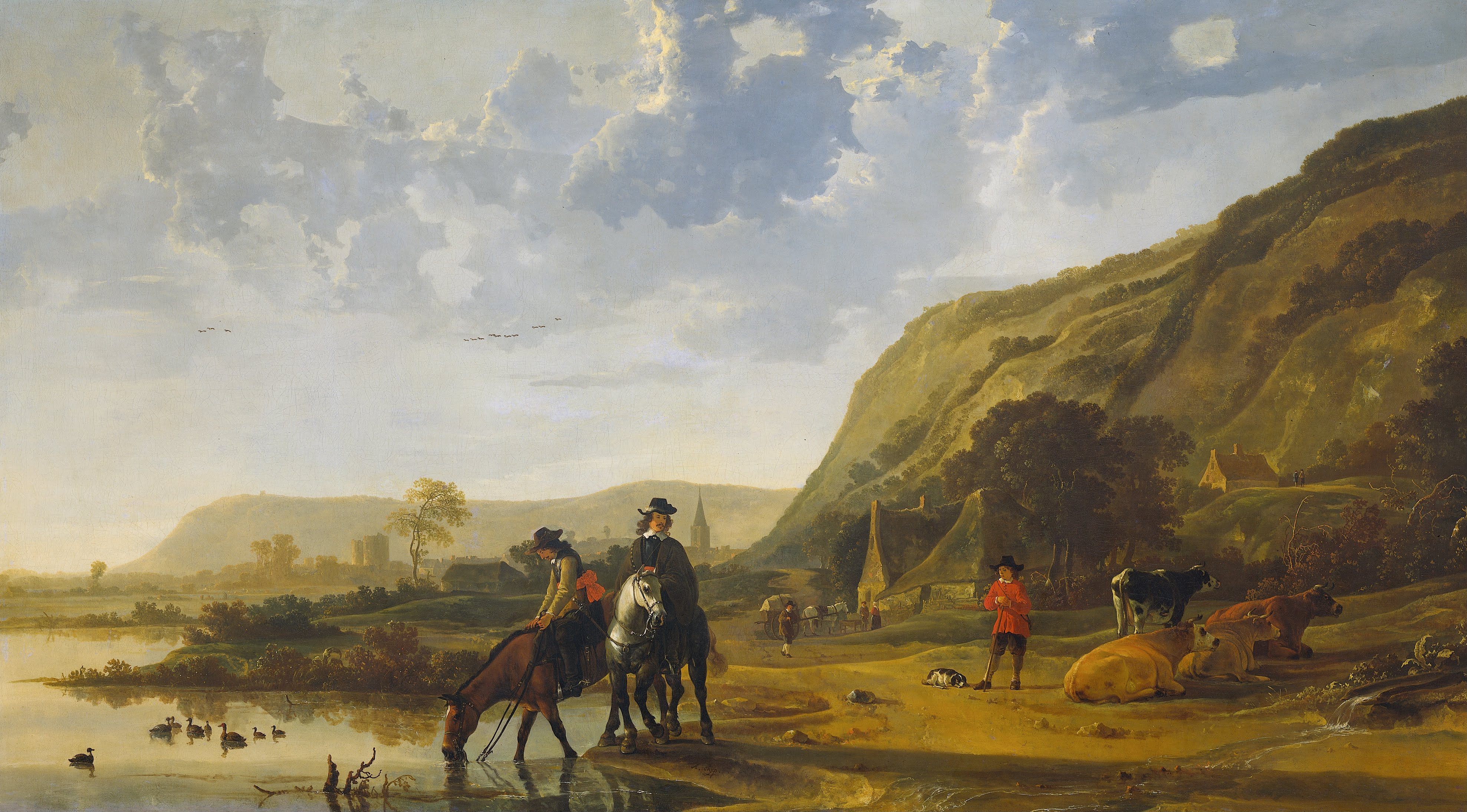
Aelbert Cuyp, Paisaje fluvial con jinetes (h. 1655).

A partir de los años 1650 comenzó la «fase clásica» de los paisajes neerlandeses, que conservaba la cualidad atmosférica, pero con composiciones más expresivas y contrastes más marcados de luz y color. Suelen tener como centro de interés un «árbol heroico» único, o un molino o torre, o un barco en las marinas. El artista más destacado fue Jacob Ruysdael (1628–1682), quien produjo una gran cantidad y variedad de obras, usando todos los temas neerlandeses típicos salvo el paisaje italianizado; en lugar de ello produjo paisajes «nórdicos» de bosques de pinos oscuros y dramáticos con rugientes torrentes y cascadas. Fue alumno suyo Meindert Hobbema (1638–1709), más conocido por su atípica Avenida de Middelharnis (1689), que se aparta de sus usuales escenas de molinos y caminos que cruzan bosques. Otros dos artistas con estilos más personales, y con cuadros de mayor tamaño fueron Aelbert Cuyp (1620–1691) y Philips Koninck (1619–1688). Cuyp tomó la luz dorada italiana y la usó en escenas de atardecer con un grupo de figuras en el primer plano y detrás de ellas un río y un paisaje amplio. Las obras mejores de Koninck eran vistas panorámicas, desde una colina, sobre amplias granjas llanas, con un cielo enorme.
Hubo un tipo diferente de paisaje producido en esta época, que era el paisaje italianizante romántico, con montañas escarpadas, luz dorada y a veces detalles pintorescos. Destacó en este subgénero Jan Both (m. 1652), que estuvo en Roma y trabajó con Claudio Lorena. De Horatius de Hooch (1652-1686) solo se conocen paisajes italianizantes.
Otro subtipo eran los paisajes con animales en el primer plano. Los pintó Cuyp, Paulus Potter (especializado en vacas, 1625–1654), Adriaen van de Velde (1636–1672) y Karel Du Jardin (1626–1678, animales de granja), con Philips Wouwerman que pintaba caballos y jinetes en diversos ambientes. Los animales más representados eran el caballo y la vaca, esta última un símbolo de prosperidad para los neerlandeses. 

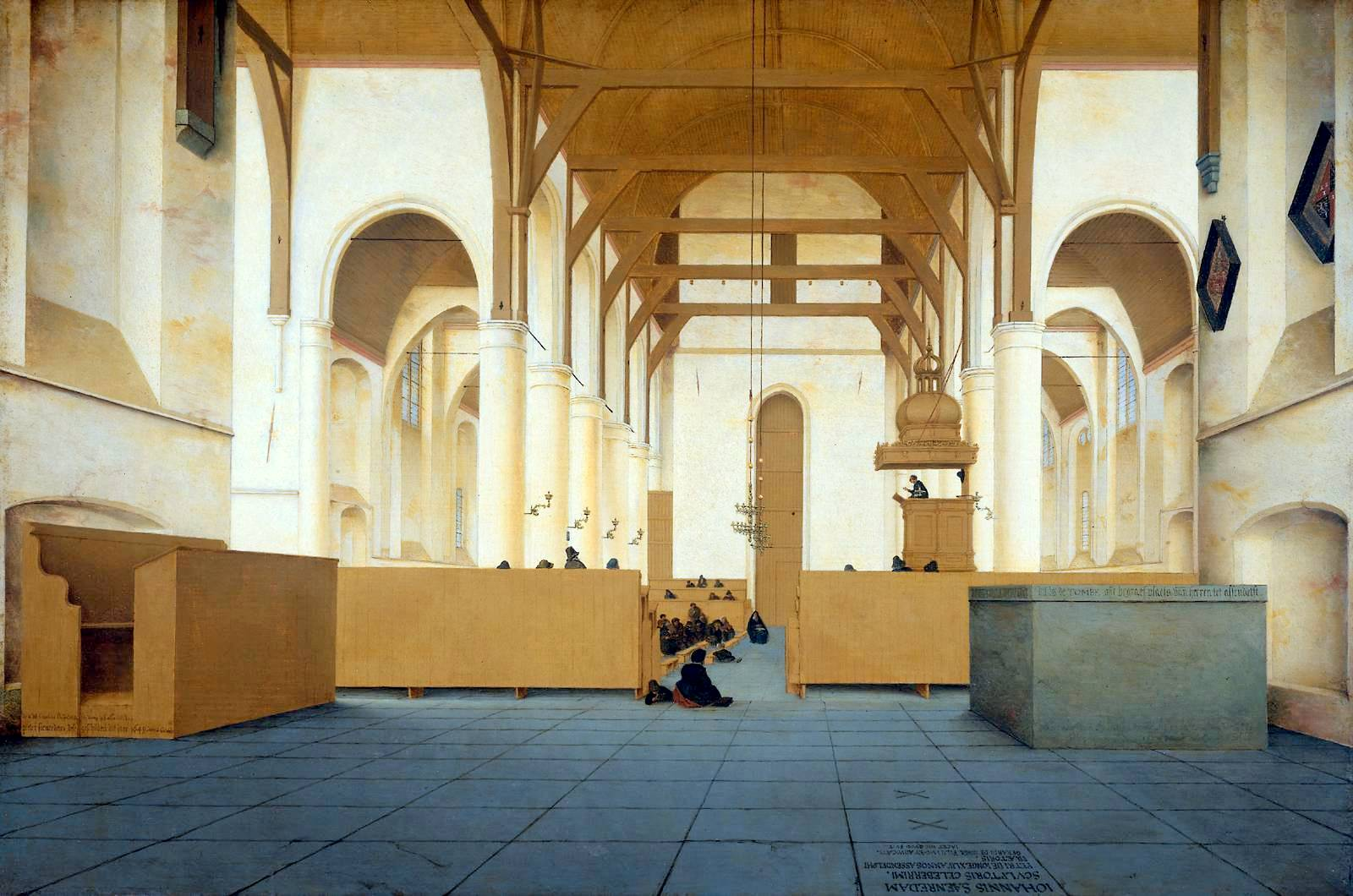
Pieter Jansz Saenredam, Iglesia de Assendelft, 1649, con la lápida de su padre en el primer plano.

La arquitectura también fascinó a los neerlandeses, las iglesias en particular. En un principio se siguió la moda del manierismo nórdico de palacios a la moda y vistas urbanas inventadas. Pero luego fueron más realistas y pintaron el interior y el exterior de edificios reales, aunque no siempre fidedignamente. Varios artistas se especializaron en interior de iglesias. Pieter Jansz Saenredam, cuyo padre Jan Saenredam grabó a sensuales diosas manieristas desnudas, pintó iglesias góticas, para entonces blanqueadas y sin gente. Su énfasis en la luz y la geometría, con escasa representación de textura de las superficies, destaca cuando se le compara con Emanuel de Witte, quien representaba a las personas, los suelos irregulares, los contrastes de luz y el revoltijo de mobiliario de iglesia que quedaba en las iglesias calvinistas. Gerrit Berckheyde se especializó en vistas no muy concurridas de las principales calles y plazas de las ciudades, con los edificios más importantes. Jan van der Heyden prefería escenas más íntimas de las silenciosas calles de Ámsterdam, a menudo con árboles y canales. Eran vistas auténticas, pero no dudaba en ajustarlas para obtener efectos compositivos.

## Bodegones

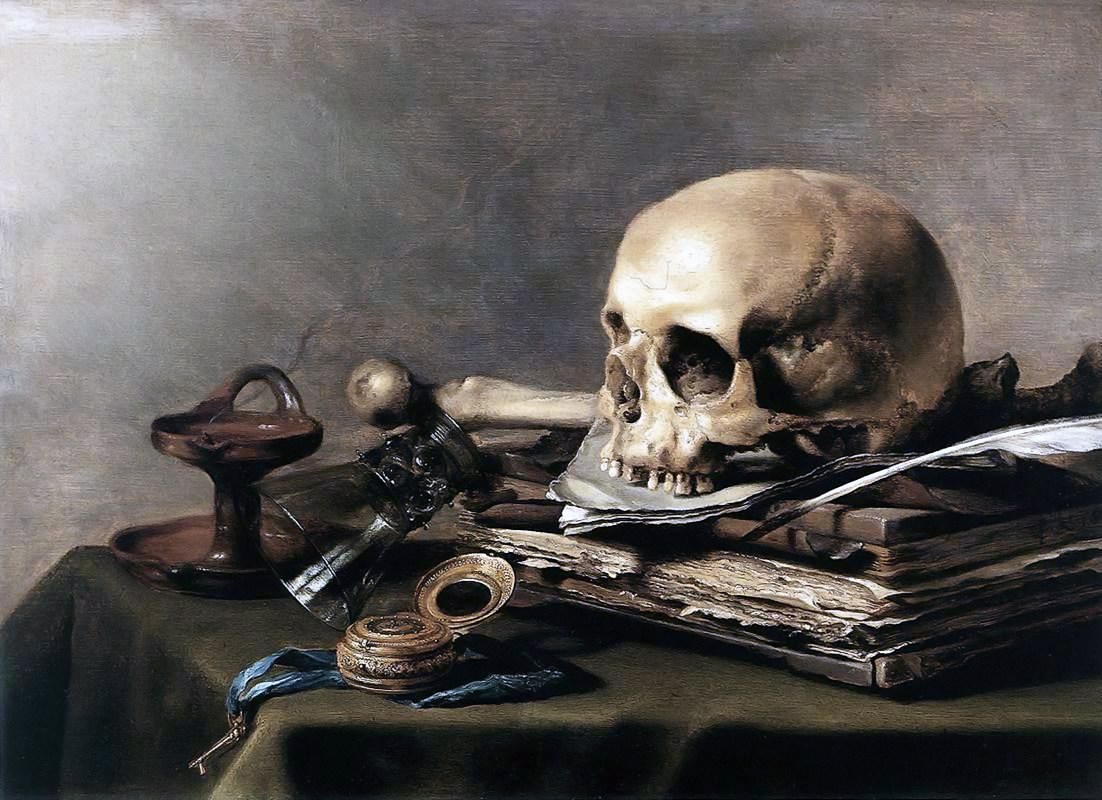
Pieter Claesz., Vanitas (1630).

El bodegón es un género que ofrece una gran oportunidad para mostrar la aptitud del pintor para reflejar texturas y superficies en gran detalle y con efectos de luz realistas. Era un desafío para los pintores reflejar toda clase de comida expuesta en una mesa, la plata, los estampados intrincados y los sutiles pliegues de los manteles y flores.
Se diferenciaba entre banketje («piezas de banquete») y los más sencillos ontbijtjes («piezas de desayuno»). Prácticamente todos los bodegones tenían un mensaje moralista, por lo general en relación con la brevedad de la vida – este tema se conoce como vanitas – implícita cuando no haya un símbolo tan obvio como una calavera, u otro menos obvio como un limón a medio pelar (como la vida, dulce en apariencia pero de sabor amargo). Las flores se marchitan y la comida se pudre, y la plata es inútil para el alma. No obstante, el mensaje parece debilitarse en las piezas de la segunda mitad del siglo, más elaboradas. Entre los pintores de vanitas destacan David Bailly y sus sobrinos Harmen y Pieter Steenwijck. 

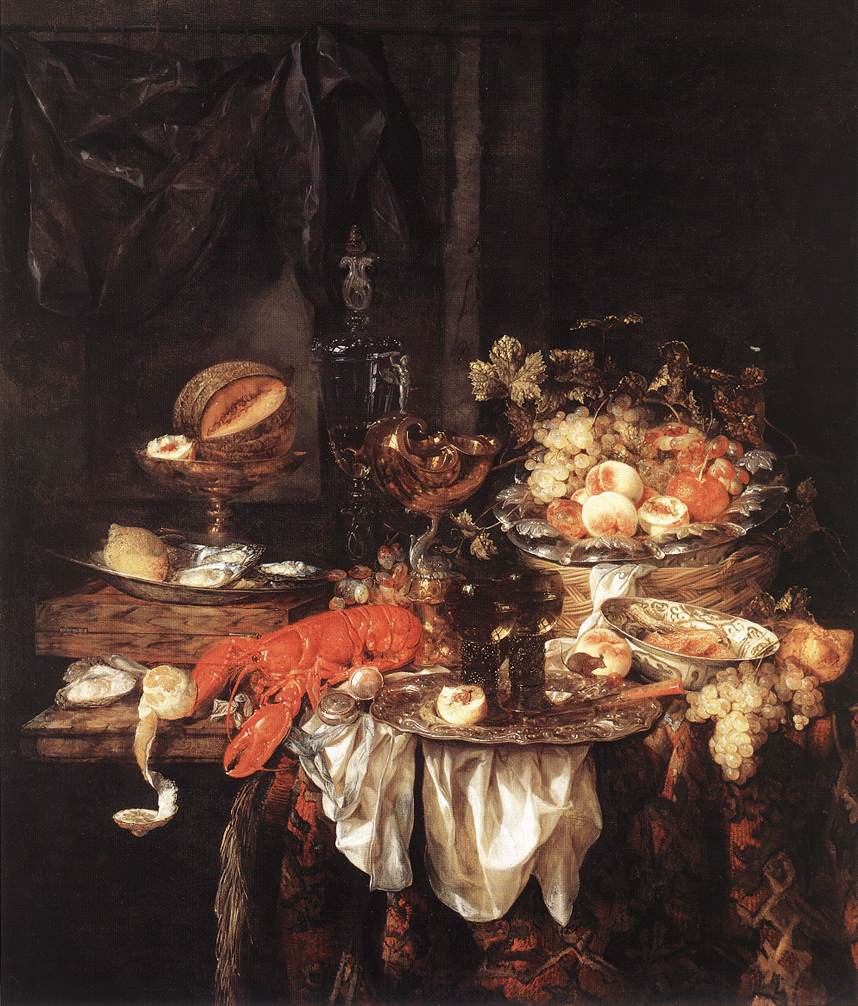
Abraham van Beyeren (1667); bodegón «ostentoso» con un ratón encima del cuchillo.

Al principio se representaban objetos cotidianos, pero desde mediados del siglo fueron más populares los pronkstilleven («bodegones ostentosos»), con objetos caros y exóticos. Willem Claeszoon Heda (1595–c. 1680) y Willem Kalf (1619–1693) marcaron el cambio hacia el pronkstilleven, mientras que Pieter Claesz. (m. 1660) prefirió pintar simples ontbijt («piezas de desayuno»), o explícitas vanitas. Todos estos pintores usan colores muy apagados, con predominio de los marrones, especialmente a mediados del siglo. Esto es menos cierto en las obras de Jan Davidszoon de Heem (1606–1684), una figura importante que trabajó en torno a la frontera en Amberes. Sus obras se dispersaban por los laterales, formando amplias imágenes oblongas, inusuales en el norte, aunque Heda a veces pintó composiciones verticales más altas.
Las pinturas de flores formaron un subgrupo con sus propios especialistas. Entre ellos estuvo Jan van Huysum e incluso ocasionalmente fue una especialidad de las pocas mujeres artistas, como Maria van Oosterwyck y Rachel Ruysch; los neerlandeses también fueron líderes en dibujos, grabados e ilustraciones botánicos y de carácter científico. A pesar del intenso realismo de flores individuales, las pinturas estaban compuestas a partir de estudios individuales o incluso ilustraciones de libros, y rutinariamente se incluían en la misma composición flores de estaciones muy diferentes. También se repiten las mismas flores, lo mismo que las mismas vajillas, en diferentes obras. Y no eran realistas, en el sentido de que los ramos de flores en jarrones no eran de hecho en absoluto comunes en las casas de la época.

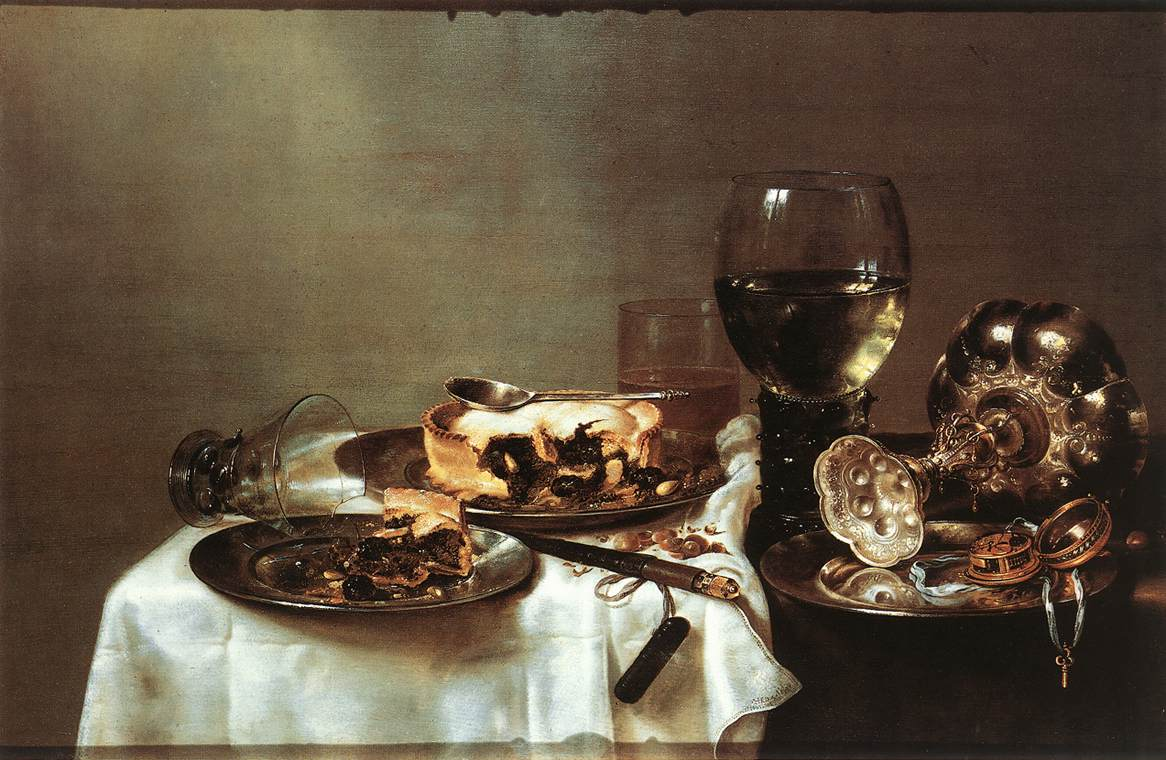
Willem Claeszoon Heda, Mesa con el desayuno (1631).

## Reputación posterior

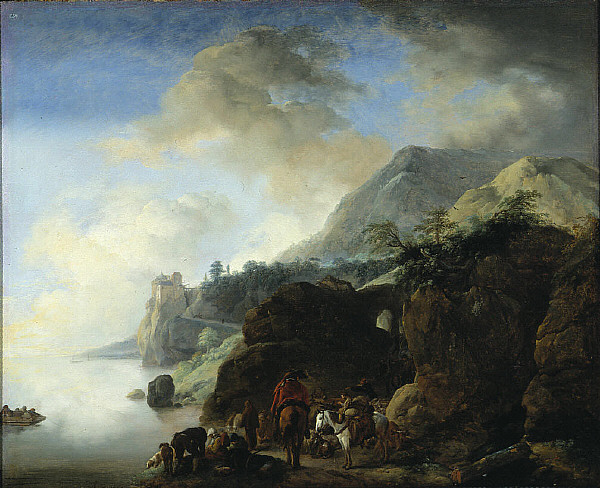
Philips Wouwerman, Viajeros esperando un ferry (1649).

El enorme éxito de la pintura holandesa del siglo XVII hizo que ningún pintor neerlandés de los doscientos años siguientes fuera conocido fuera de los Países Bajos. Incluso en el propio siglo XVII, al final, los artistas vivos se quejaban de que el público estaba más interesado en los maestros muertos.
Aunque solo sea por las enormes cantidades producidas, la pintura barroca holandesa ha formado siempre una parte significativa de las colecciones de pintura de los Antiguos Maestros. No obstante, su reputación ha variado a lo largo del tiempo, salvo en la constante admiración por Rembrandt. Otros artistas han padecido cambios drásticos en el precio y en el aprecio de la crítica. Al final del período algunos fijnschilders activos en Leiden gozaron de gran reputación, pero desde mediados del siglo XIX se aprecian más las obras realistas. Vermeer fue rescatado de la casi total oscuridad en el siglo XIX, cuando varias de sus obras se atribuían a otros; pero el hecho de que tantas de sus obras estuvieran ya en las grandes colecciones, a menudo atribuidas a otros artistas, demuestra que se reconocía la calidad de las pinturas individualmente consideradas aunque se ignorase su obra en conjunto.

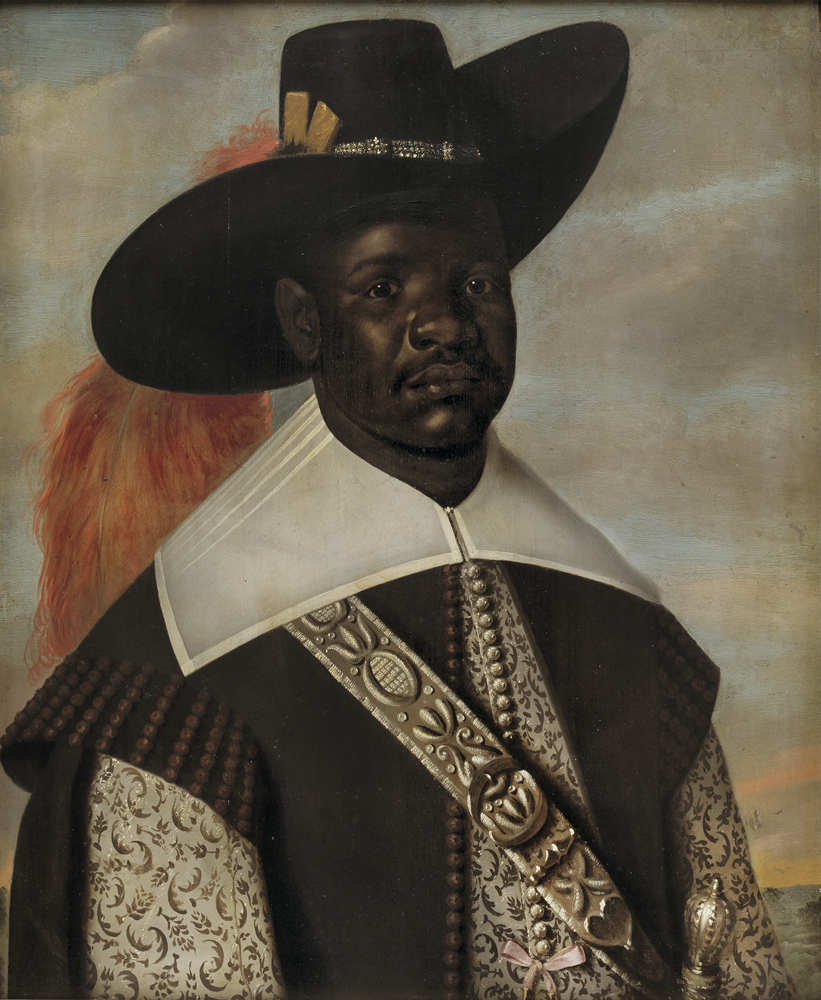
Jasper o Jeronimus Becx, Retrato de Don Miguel de Castro, emisario del Congo (1643).

En la segunda mitad del siglo XVIII, el realismo terrenal de la pintura holandesa era un «gusto Whig» en Inglaterra y en Francia se relacionaba con el racionalismo de la Ilustración y las aspiraciones de reforma política. En el siglo XIX, con un respeto casi universal por el realismo, y el declive final de la jerarquía de los géneros, los pintores contemporáneos comenzaron a tomar prestado de los pintores de género tanto su realismo como su uso de objetos con propósitos narrativos, y pintaron sujetos similares ellos mismos, cultivando todos los géneros en los que los neerlandeses habían sido pioneros.
En el género paisajístico, los artistas italianizantes fueron los más influyentes y altamente considerados en el siglo XVIII, pero John Constable estuvo entre aquellos románticos que los denunciaban por su artificiosidad, y preferían a los artistas tonales y clásicos. De hecho ambos grupos siguieron siendo influyentes y populares en el siglo XIX.